# Condado de Mountain View (Alberta)
El condado de Mountain View es un distrito municipal canadiense situado en la provincia de Alberta.

## Superficie
Mountain View tiene una superficie de 3763,42 km².

## Demografía
En 2021, tenía 12981 habitantes, una densidad poblacional de 3,4 hab./km², y 5743 viviendas.